# (157301) Loreena
(157301) Loreena est un astéroïde de la ceinture principale.

## Description
(157301) Loreena est un astéroïde de la ceinture principale. Il fut découvert le 16 septembre 2004 à Drebach par André Knöfel. Il présente une orbite caractérisée par un demi-grand axe de 2,69 UA, une excentricité de 0,11 et une inclinaison de 3,4° par rapport à l'écliptique.
Il est nommé d'après la chanteuse canadienne Loreena McKennitt.

## Compléments